# Dickie Dale
Richard H. "Dickie" Dale (Wyberton, 25 april 1927 - Bonn, 30 april 1961) was een Brits motorcoureur. Hij racete voornamelijk met Italiaanse motoren en was bekend om zijn rustige, gevoelige rijstijl.

## Eerste jaren
Dickie Dale werd in 1927 geboren in Wyberton waar zijn vader een transportbedrijf had. Hij werd dienstplichtig in 1945 en in 1948 ging hij racen op de Britse circuits met een 500 cc Norton en een 350 cc Velocette KTT Mk VIII. Hij debuteerde op het eiland Man in de 250 cc Lightweight Manx Grand Prix met een Moto Guzzi Albatros. Deze wedstrijd wist hij al te winnen. 

## Moto Guzzi
In 1949 kreeg hij voor de Lightweight TT een fabrieks- Moto Guzzi Bicilindrica tweecilinder. Hij had een voorsprong van drie minuten toen er een klepveer brak waardoor hij uitviel. Zijn prestaties waren opgemerkt door Joe Craig die op dat moment nog hoofdconstructeur en teamleider van Norton was. Craig stelde hem voor de Ulster Grand Prix een 350 cc Norton Manx ter beschikking, waarmee hij zesde werd. 

## Norton, AJS en Benelli
In 1950 reed Dale voor Norton in de 500 cc Senior TT, waar hij zevende werd. In België werd hij negende, in Assen viel hij uit, in Zwitserland startte hij niet, in de Ulster Grand Prix werd hij vierde en in de GP des Nations in Monza werd hij zesde. In de Junior TT reed hij nog met een AJS 7R, waarmee hij zevende werd. Tijdens de verregende GP van Zwitserland werd Dickie Dale met een Benelli derde in de 250cc-klasse. In de eindstand van het wereldkampioenschap wegrace 1950 werd hij elfde in de 500 cc, negende in de 350 cc en vijfde in de 250 cc. 

## Ziekte
Het seizoen van 1951 begon goed voor Dale, die tijdens de North West 200 de 350cc-klasse won en achter Johnny Lockett tweede werd in de 500cc-klasse. Op het onbekende Eppynt circuit in Wales won hij de 350cc-klasse maar met dezelfde 350 cc Norton won hij ook de 500cc-klasse. Daarmee had hij een vaste plaats als fabrieksrijder bij Norton zeker gesteld. Het succes moest echter nog wachten, want tijdens de trainingen van de Isle of Man TT werd hij ziek. Aanvankelijk dacht men aan pleuritis, maar het was nog erger: Dale had tuberculose. Zijn herstel duurde lang en pas in 1953 kon hij weer racen. 

## Gilera en Mondial
In 1953 ging Dickie Dale samen met Geoff Duke en Reg Armstrong naar het team van Gilera. Zijn eerste wedstrijd met de Gilera 500 4C was de North West 200 die hij won vóór Armstrong. De Isle of Man TT werd geen succes: hij startte met de Gilera in de Senior TT en met een Mondial in de Lightweight 125 cc TT, maar in beide wedstrijden viel hij uit. Dale scoorde wel punten in België en Spanje, maar zijn beste prestatie was die in de GP des Nations in Monza, waar hij tweede werd achter Duke maar vóór Libero Liberati. Hij eindigde als zevende in de eindstand van het 500 cc wereldkampioenschap wegrace 1953. 

## MV Agusta
In 1954 stapte hij over naar het team van MV Agusta. Dat team was op dat moment nog niet zo sterk als het later zou worden. De MV Agusta 500 cc viercilinder was nog  niet doorontwikkeld en het team startte ook niet in Frankrijk, België en Zwitserland. Naar de Senior TT werden alleen Dale en Bill Lomas uitgezonden, want de Italiaanse teamgenoten Bandirola en Pagani kenden de 60 km lange Snaefell Mountain Course niet goed genoeg. Dale werd zevende. In de Ulster Grand Prix werd hij vierde, in de TT van Assen vijfde, in Monza vierde en hij won de laatste race in Spanje. In de 350cc-klasse reed hij de Junior TT, maar eindigde als vijfentwintigste. 

## Moto Guzzi
In 1955 stapte Dickie Dale over naar het team van Moto Guzzi. Met de 500 cc machines van Moto Guzzi ging het toen al lang niet goed meer, ondanks de ontwikkeling van de Quattro Cilindri en de Otto Cilindri was de eenvoudige Monocilindrica de meest betrouwbare machine. Het team reisde alleen af naar Spanje, waar Dale uitviel, en naar Ulster, waar hij derde werd. In het wereldkampioenschap werd hij slechts twaalfde. In de 350cc-klasse ging het beter. Daar waren de Moto Guzzi Monocilindrica 350's niet te kloppen en Dale won de Grand Prix des Nations op Monza. In het wereldkampioenschap werd hij tweede achter zijn teamgenoot Bill Lomas. In 1956 startte hij in de 500cc-klasse alleen in de Senior TT, waar hij uitviel. In de 350cc-klasse herhaalden Lomas en Dale het resultaat uit 1955: eerste en tweede in het wereldkampioenschap. Dale stond op het podium in Duitsland (derde), Ulster (tweede) en Monza (tweede). In het voorjaar van 1957 moest Bill Lomas zijn carrière na een ongeval beëindigen. Met de 500 cc achtcilinder Moto Guzzi startte Dickie Dale alleen Duitsland en Man, en hij werd beide malen vierde. In de 350cc-klasse startte hij in de Junior TT, maar daarin viel hij uit. 

## Privérijder
In 1958 hadden Moto Guzzi, Gilera en Mondial zich teruggetrokken uit het wereldkampioenschap wegrace. Norton had dat in 1955 al gedaan. Veel Britse rijders kwamen hierdoor zonder werk te zitten. Geoff Duke en Dickie Dale kregen de beschikking over BMW's. BMW had zich officieel ook teruggetrokken, maar met een 500 cc semi-fabrieksmachine konden ze toch in het wereldkampioenschap starten. Duke hield het na vier wedstrijden voor gezien en stapte over op een Norton, maar Dale reed het hele seizoen uit en viel geen enkele keer uit. Hij pakte slechts één podiumplaats (tweede in Zweden) en werd vierde in het kampioenschap. In de Junior TT reed hij bij gebrek aan een 350 cc BMW op een Norton Manx, maar daarmee haalde hij de finish niet. Hij pakte in de 350cc-klasse slechts één punt en werd uiteindelijk zeventiende. In 1959 was de concurrentie in de 500cc-klasse grotendeels verdwenen. MV Agusta was het enige overgebleven fabrieksteam maar BMW kon daar niet van profiteren. Juist de Nortons van Duke, Brown, Hocking en King pakten de plaatsen achter de MV's van Surtees en Venturi. Dale werd slechts achtste in het kampioenschap. In de 350cc-klasse werd hij zevende met een AJS 7R. Hij startte in dat jaar ook in de amateur-500 Formula One TT, maar net als in de Senior TT en de Junior TT haalde hij de finish niet. In 1960 had Dickie Dale BMW verlaten en als privérijder reed hij in de 350- en de 500cc-klasse met de Norton Manx. Hij werd achtste in de eindstand van beide WK's. In de 250cc-klasse werd hij met een MZ gedeeld elfde. 

## Overlijden
In april 1961 startte hij weer als privérijder met een Norton. Tijdens de Eifelrennen op de Nürburgring crashte hij hard op het natte circuit. Hij werd met een helikopter naar het ziekenhuis in Bonn gebracht, maar overleed onderweg aan zijn verwondingen. 